# Babsi Schultz-Reckewell
Barbara „Babsi“ Schultz-Reckewell, gelegentlich auch fälschlicherweise Schulz-Reckewell geschrieben, bürgerlich Barbara Pepper, (* 3. Dezember 1930 in Deutschland; † 2016) war eine deutsche Filmschauspielerin, ein Kinderstar im Dritten Reich.

## Leben und Wirken
Wie Barbara Schultz-Reckewell für den Film entdeckt wurde, ist unbekannt. Kurz vor ihrem 5. Geburtstag trat sie im Herbst 1935 in dem Kurzfilm Besuch bei Onkel Emil erstmals vor die Kamera. Bis Kriegsende 1945 spielte die Nachwuchsmimin in zum Teil hochrangigen Filmen durchgehend Rollen als Tochter vom Dienst, darunter auch die von Marianne Hoppes Effi Briest in Gustaf Gründgens’ Fontane-Verfilmung Der Schritt vom Wege. Nach dem Krieg sah man Babsi Schultz-Reckewell bis kurz vor ihrer Volljährigkeit nur noch zweimal im Film, darunter auch Roberto Rossellinis Trümmerfilm- und Familiendrama Deutschland im Jahre Null. Danach zog sie sich komplett aus der Öffentlichkeit zurück, heiratete den 20 Jahre älteren Berliner Unternehmer und Investor Karl Heinz Pepper und ließ sich in Berlin-Dahlem nieder.

## Filmografie (komplett)
- 1935: Besuch bei Onkel Emil (Kurzfilm)
- 1936: Onkel Bräsig
- 1936: Kinderarzt Dr. Engel
- 1937: Heinz hustet (Kurzfilm)
- 1938: Heimat
- 1938: Der Schritt vom Wege
- 1939: Morgen werde ich verhaftet
- 1939: Die Reise nach Tilsit
- 1942: Diesel
- 1944: Der grüne Salon
- 1944/49: Wie sagen wir es unseren Kindern?
- 1946: Allez Hopp (unvollendet)
- 1948: Deutschland im Jahre Null (Germania in Anno Zero)
- 1949: Anonyme Briefe